# Campeonato Timorense de Futebol de 2019
A Liga Futebol Amadora 2019 foi a 5ª edição oficial do Campeonato Timorense de Futebol. Foi organizada pela Federação de Futebol de Timor-Leste e contou com 8 times participantes na Primeira Divisão.
A primeira partida da temporada foi realizada em 27 de abril de 2019, entre as equipas Académica e Assalam F.C.. O defensor do título era o Boavista Timor, que foi campeão pela primeira vez em 2018.
Os jogos desta temporada foram realizados nos estádios das cidades de Díli, Baucau e Maliana. A equipa vencedora foi o recém-promovido Lalenok United, que qualificou-se para a Copa da AFC de 2020.

## Sistema de Disputa
Os 8 times jogam entre si em turno e returno. A equipe campeã será aquela que somar mais pontos nas partidas. Ao final do torneio, as duas piores equipes do campeonato são rebaixadas para a Segunda Divisão, composta por 12 times. 

### Critérios de desempate
Ocorrendo igualdade em pontos ganhos entre 2 (dois) ou mais clubes aplicam-se, sucessivamente, os seguintes critérios técnicos de desempate:
- a) resultados dos confrontos diretos
- b) maior saldo de gols
- c) maior número de gols marcados

## Equipes Participantes
Participaram nesta edição os seis clubes primeiros colocados da Primeira Divisão de 2018 mais os dois recém-promovidos da Segunda Divisão.;
| Clube                            | Município | Cidade   | Em 2018                    | Participações | Melhor resultado      |
| -------------------------------- | --------- | -------- | -------------------------- | ------------- | --------------------- |
| Assalam F.C. (P)                 | Díli      | Díli     | Campeão da 2ª Divisão      | 1ª            | Estreante             |
| Atlético Ultramar                | Manatuto  | Manatuto | 3º colocado                | 2ª            | 3º colocado (2018)    |
| Boavista Futebol Clube Timor (C) | Díli      | Díli     | Campeão                    | 4ª            | Campeão (2018)        |
| F.C. Académica                   | Díli      | Díli     | 6º colocado                | 5ª            | 3º colocado (2005-06) |
| Karketu Dili F.C.                | Díli      | Díli     | Vice-campeão               | 4ª            | Campeão (2017)        |
| Lalenok United (P)               | Díli      | Díli     | Vice-campeão da 2ª Divisão | 1ª            | Estreante             |
| Ponta Leste                      | Díli      | Díli     | 4º colocado                | 4ª            | Vice-campeão (2017)   |
| Sport Laulara e Benfica          | Aileu     | Laulara  | 5º colocado                | 5ª            | Campeão (2016)        |

## Classificação Final
| # | Equipa                | J  | V | E | D  | GP | GC | SG  | Pts | Classificação                         |
| - | --------------------- | -- | - | - | -- | -- | -- | --- | --- | ------------------------------------- |
| 1 | Lalenok (C)           | 14 | 9 | 3 | 2  | 35 | 15 | +20 | 30  | Classificado para Copa da AFC de 2020 |
| 2 | Boavista              | 14 | 7 | 4 | 3  | 28 | 22 | +6  | 25  | Salvos                                |
| 3 | Ponta Leste           | 14 | 7 | 2 | 5  | 22 | 18 | +4  | 23  | Salvos                                |
| 4 | Karketu Dili          | 14 | 6 | 2 | 6  | 24 | 27 | −3  | 20  | Salvos                                |
| 5 | SL Benfica            | 14 | 5 | 4 | 5  | 30 | 27 | +3  | 19  | Salvos                                |
| 6 | Assalam F.C.          | 14 | 5 | 4 | 5  | 26 | 29 | −3  | 19  | Salvos                                |
| 7 | Académica (R)         | 14 | 2 | 4 | 8  | 21 | 27 | −6  | 10  | Rebaixados para 2ª Divisão de 2020    |
| 8 | Atlético Ultramar (R) | 14 | 3 | 1 | 10 | 20 | 41 | −21 | 10  | Rebaixados para 2ª Divisão de 2020    |

Última atualização em 29 de setembro de 2019
Fonte: Global Sports Archive
Regras para classificação: 1º pontos; 2º saldo de gols; 3º gols pró.
(C) = Campeão; (R) = Rebaixado; (P) = Promovido; (O) = Vencedor do play-off; (A) = Classificado para a próxima fase. 
Somente aplicável se a temporada não tiver terminado: 
(Q) = Classificado para a fase do torneio indicada; (TQ) = Classificado para o torneio, mas não para a fase indicada; (DQ) = Desclassificado do torneio.

## Premiação
| Campeonato Timorense de Futebol de 2019 |
| Timor-Leste                             |
| --------------------------------------- |
| Lalenok United Campeão (1º título)      |

### Segunda Divisão
DIT FC (campeão) e Aitana (vice) classificaram-se para a Primeira Divisão de 2020.